# Tęczanka czerwona
Tęczanka czerwona (Glossolepis incisus) – endemiczny gatunek ryby z rodziny tęczankowatych (Melanotaeniidae). Jest gatunkiem hodowanym w akwarium domowym.

## Wprowadzenie
Po raz pierwszy wzmianki o tym gatunku pojawiły się na początku XX wieku, w roku 1908. Po następnych kilkudziesięciu latach, kiedy to ekspedycja pod kierunkiem Geralda R. Allena prowadziła badania wód w Nowej Gwinei, gatunek został ponownie odnaleziony.

## Występowanie
Tęczanka czerwona żyje w wodach Indonezji, w jeziorze Sentani (prowincja Papua) oraz we wpływających do jeziora rzekach i strumieniach.

## Opis
Ryba stadna, wybarwia się po uzyskaniu 5–6 cm długości. Ubarwienie ciała jest bardziej jednolite z obszarami połyskujących metalicznie łusek znajdującymi się po bokach ciała. Kolor ciała samca czerwony z jego wszystkimi odcieniami, w zależności od stanu emocjonalnego jak i światła odbijanego od ciała, od różowoczerwonego po ciemnoczerwony. Wśród samców zachodzi dominacja jednego samca nad pozostałymi w stadzie, objawiająca się bardziej wyrazistymi kolorami. Ciało wydłużone, bocznie lekko wypłaszczone Oczy jasnoczerwone, płetwy przeźroczyste lekko żółtawe.
W naturze dorastają do 15 cm długości w akwariach nieco mniej, 10 – samica, 12 – samiec.

## Dymorfizm płciowy
Samiec większy w czerwonych kolorach, wraz z upływem wieku coraz silniej się wygrzbieca. Samica o ciele srebrzysto- żółtawo-oliwkowym, łuski żółtozłocistej barwy.

## Warunki w akwarium
| Zalecane warunki w akwarium | Zalecane warunki w akwarium                |
| --------------------------- | ------------------------------------------ |
| Zbiornik                    | duży (min. 100 l)                          |
| Temperatura wody            | 22–25 °C                                   |
| Twardość wody               | średnio twarda (do 19)                     |
| Skala pH                    | 7.0 -8.5                                   |
| pokarm                      | wszystkożerna                              |
| Uwagi                       | akwarium przykryte, częściowa wymiana wody |

Tęczanka czerwona jest rybą towarzyską. W akwarium może wyskakiwać ponad powierzchnię wody, wymaga dużej przestrzeni do pływania oraz roślinność rosnącą po bokach akwarium.

## Tarło
Rozmnażanie odbywa się przez kilka dni w małym stadzie z przewagą samic w proporcji 1:2 (samiec/samica) wśród roślin. Na ich liściach m.in. Nitella flexilis czy mchu jawajskiego składana jest ikra. Aby zapobiec zjadaniu ikry należy wcześniej tarlaki dobrze karmić lub po złożeniu jaj rośliny wymienić przenosząc ikrę do osobnego zbiornika.
Po upływie kolejnego tygodnia następuje wylęg larw narybku,. Młode ryby należy karmić drobnym pyłem w postaci planktonu. Młode rosną powoli.

## Znaczenie gospodarcze
Lokalnie jest gatunkiem poławianym do celów kulinarnych.